# 常泉寺 (大和市)

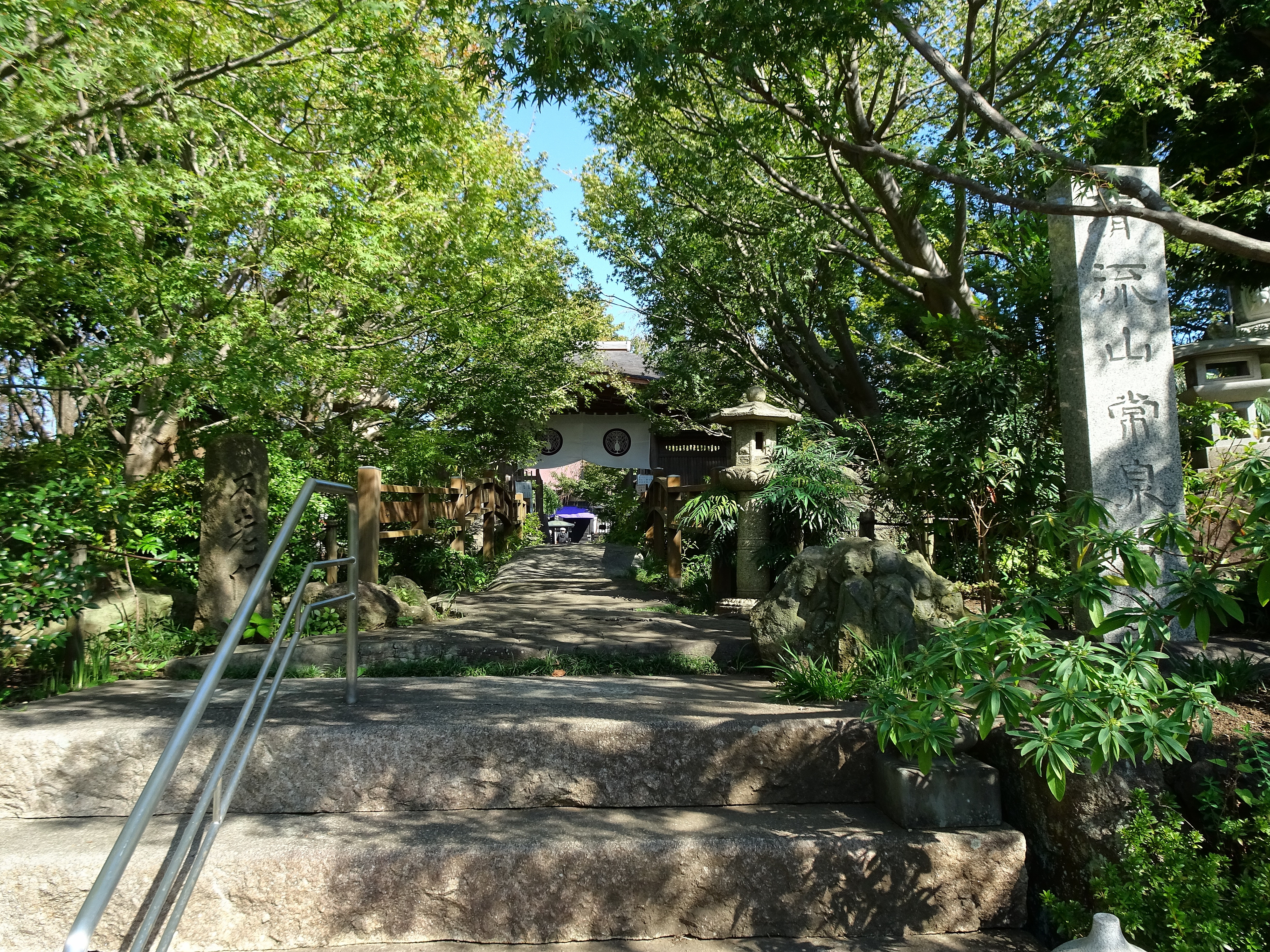
山門

常泉寺（じょうせんじ）は、神奈川県大和市にある曹洞宗の寺院。

## 歴史
1588年（天正16年）、関水和泉の開基である。関水和泉は当地の開拓者で、法名が「清流常泉禅定門」だったことから、山号と寺号の由来となった。
江戸時代は、旗本の中根正盛の所領となったことから、墓地には中根家の墓がある。
当寺は花の名所になっていることから、別名「花のお寺」と呼ばれている。また、境内には多くの河童像が置かれていることから、「河童のお寺」とも呼ばれている。

## 交通アクセス
- 高座渋谷駅より徒歩7分。